# Паулайтис, Пятрас Казимирович
Пятрас Паулайтис (лит. Petras Paulaitis, 29 июня 1904, Калненай, Ковенская губерния, Российской империи (ныне Юрбаркский район) — 19 февраля 1986, Кретинга, Литовская ССР) — деятель литовского движения за независимость, участник сопротивления против советской и германской оккупаций, пробывший 35 лет в советских тюрьмах и лагерях.

## Довоенная жизнь
Родился на хуторе Калненай близ местечка Юрбург (в дальнейшем г. Юрбаркас) в крестьянской семье. 
Учился богословию в Риме и юриспруденции — в Лиссабоне; доктор философии.
В 1935-1939 гг. работал в литовском посольстве в Вене. После аншлюса Австрии вернулся в Литву, преподавал латинский язык в 8 классе гимназии в г. Юрбаркас.

## Начало войны
После присоединения Литвы к СССР летом 1940 года бежал в Германию, где вступил в Литовский фронт активистов (ЛФА). Окончил разведшколу. После нападения Германии на СССР вернулся в Литву. Участвовал в вооруженном восстании против Красной Армии летом 1941 года. После оккупации Литвы немецкими войсками был назначен начальником полиции Расейнского уезда. После разгона немцами ЛФА в сентябре 1941 года вновь преподавал латынь в Юрбаркасе.

## Участие в движении Сопротивления
В Юрбаркасе организовал из учеников подпольную группу антинацистского Сопротивления «Литовский союз защитников свободы». Выпускал издание «Литовское эхо» (Lietuvos aidas), в  котором призывал уклоняться от службы Рейху и поддерживать евреев. Михаил Хейфец приводит такое воспоминание Паулайтиса о том как он пытался заявлять нацистам свой протест против геноцида евреев:

Я им говорю: если еврей виноват, казните его. Но как же можно казнить без обвинения, без суда, казнить человека безо всякой вины. А мне гестаповец вежливо так отвечает: герр Паулайтис, идет война, вам лучше не мешаться в ноги между двумя великими армиями...
16 февраля 1942 года (на День независимости Литвы) его ученики водрузили знамя Литвы над зданием местного гестапо. Вывески с немецким названием города «Георгенбург»  подпольщики всюду изменяли на старое — Юрбаркас. В октябре 1943 г. был арестован гестапо и перевезен в Каунас, но бежал.

## Борьба с Советской властью и тюремное заключение
После восстановления Советской власти в Литве вместе с 26 своими учениками вступил в «Союз борьбы за свободу Литвы» (LLKS). Участвовал в движении «Лесных братьев», редактировал газету Союза «Путь к свободе» (вышло 116 номеров).
В 1946 году был выдан на явке провокатором и арестован. Приговорён к 25 годам лишения свободы.
Освобождён в 1956 году, после пересмотра дела.
Работал кочегаром на консервном заводе, не пожелав вернуться на должность преподавателя ценой публичного осуждения «литовского буржуазного национализма».
Вновь арестован 30 октября 1957 года, по решению Президиума Верховного Совета СССР о возобновлении действия приговора 1946 года. Был обвинён в подрывной работе среди студентов Каунасского политехнического института и намерении возродить Союз борьбы за свободу Литвы.
12 апреля 1958 года был приговорён Верховным Судом Литовской ССР к 25 годам заключения (по тому же делу были осуждены 7 каунасских студентов).
В 1961 году во время нахождения в мордовском лагере № 14 был избран руководителем объединенной подпольной организации, в которую вошли «Союз борцов за свободу Литвы» (лит. Lietuvos laisves kovotoju sajud, LLKS), «Партия Независимости и прогресса Литвы» (лит. Lietuvos Nepriklausomybės ir Progreso partija, LNPP) и «Союз защитников свободы Литвы» (лит. Lietuvos laisvės gynėjų sąjungą). В этом же году был на 6 месяцев переведён на "особый" (самый тяжёлый) режим содержания «за вредные контакты с молодёжью», однако содержался на "особом" режиме вплоть до своего 70-летия в 1974 году, когда был переведён на менее тяжёлый "строгий" режим (в Дубровлаге в Мордовии).

## Освобождение и смерть
Освобожден 12 апреля 1983 года в 79-летнем возрасте, из которых 6 лет провёл в подполье и 35 — в заключении. Жил в Кретинге под строгим надзором КГБ, которое, в частности, запретило ему писать мемуары, заявив, что в любом случае они будут изъяты.
Умер менее чем через 3 года после освобождения.

## Награды и увековечивание памяти
Пятрас Паулайтис является кавалером Ордена Креста Витиса 3-й степени.
На здании школы в Юрбаркасе, где он преподавал в 1941—1943 годах, установлена мемориальная доска.
В Кретинге в день смерти Паулайтиса ежегодно проводятся памятные мероприятия,
его именем названо добровольческое формирование — 1-я рота 7-го легиона великого князя литовского Кястутиса Таурагского округа Союза стрелков Литвы.